# Actinoptera sinica
Actinoptera sinica es una especie de insecto del género Actinoptera de la familia Tephritidae del orden Diptera.

## Historia
Wang la describió científicamente por primera vez en el año 1990.